# August Evrard
August Evrard – amerykański astrofizyk, kosmolog.
Autor ponad 140 prac naukowych z dziedziny kosmologii. Zajmuje się m.in. badaniem ewolucji galaktyk i ich gromad na podstawie symulacji numerycznych oraz analizy obserwacji promieniowania rentgenowskiego (zobacz też efekt Siuniajewa-Zeldowicza).
Doktorat z nauk fizycznych uzyskał na uniwersytecie SUNY w Stony Brook w 1986 roku. Obecnie profesor University of Michigan.